# 乌雪特乡
乌雪特乡，是中华人民共和国新疆维吾尔自治区塔城地区托里县下辖的一个乡镇级行政单位。

## 行政区划
乌雪特乡下辖以下地区：
克孜勒克亚村、莫德纳巴村、布尔克塔勒村、库木托别村、井什克苏村、哈赞库木村、哈拉苏村、旦木村、萨尔塔勒村、吐孜托浪格村、玛依哈巴克村、井什克苏中村和达尔布特村。